# Utrechts-Alblasserwaards

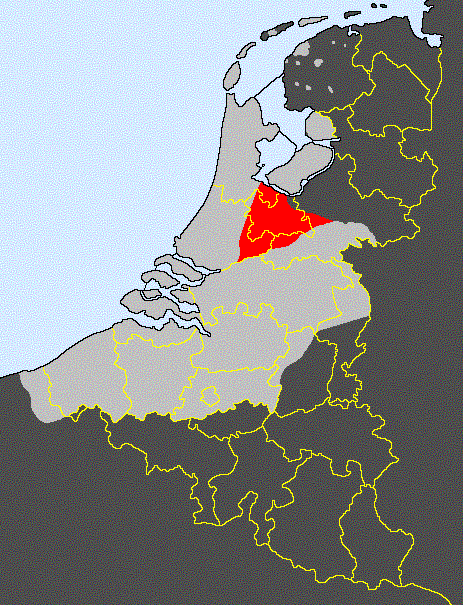
Taalgebied van Utrechts-Alblasserwaards

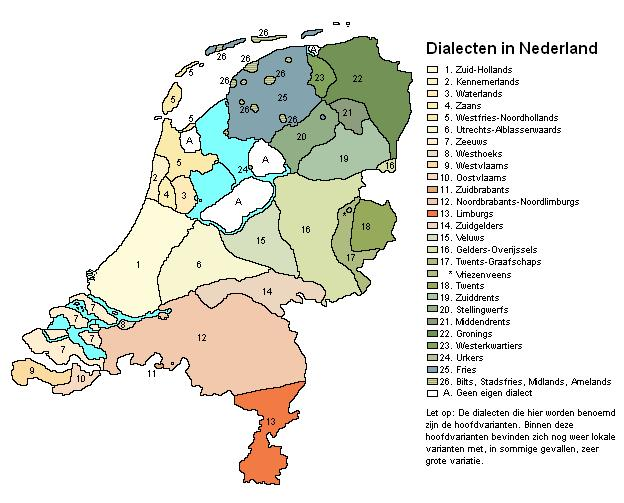
Overzicht van de verschillende dialecten in Nederland

Het Utrechts-Alblasserwaards is een dialectgroep van sterk Hollands gekleurde dialecten gesproken in het grootste deel van de provincie Utrecht, in het noordoosten van Zuid-Holland en een klein deel van Gelderland, afhankelijk van de definitie. Het Gelderse deel en de dialecten van Utrecht ten oosten van de Utrechtse Heuvelrug worden om hun oostelijkere natuur al afgesplitst in een eigen groep, het Eemlands.
De overgebleven groep sluit zich sterk bij de westelijke dialecten aan en wordt soms zonder meer bij het Hollands getrokken. Belangrijke verschillen met het Standaardnederlands zijn de verkleuring van aa naar ao (ôô), de verwijding van a naar â, een half-zachte g en het weglaten van de -t na ch, f, g, k, p en s (zogenaamde t-deletie). Van het oosten naar het westen toe ziet men een duidelijke overgang naar het Hollands doordat deze kenmerken in intensiteit verminderen (met andere woorden het Alblasserwaards staat alweer dichter bij het Algemeen Nederlands dan het Stad-Utrechts).
Behalve met het Zuid-Hollands en het Eemlands kent het Utrechts-Alblasserwaards een dialectcontinuüm met het Brabants en het Zuid-Gelders. Een gangbare grens is de gij/jij-isoglosse; in dat geval loopt de grens tussen Utrechts en Zuid-Gelders dwars door de Betuwe heen en valt het Culemborgs onder het Utrechts en het Tiels onder het Zuid-Gelders.
Literatuur in het Utrechts is schaars en de Utrechter lijkt zijn taal weinig prestige toe te kennen. Het verschil met het Zuid-Gelders en het Veluws is daarin opvallend. Stad-Utrechts hoort men in vele stukjes van cabaretiers als Rijk de Gooyer, Herman Berkien, Tineke Schouten en Herman van Veen.
Bekende liedjes in het Utrechts zijn: k Wist niet dat je kwaad werd van de groep Pleps en De bal van Jaap Fischer. Een enkel woord uit het Lopikerwaards is te vinden in de streekromans van Herman de Man. In 2011 zond het NCRV-programma Man bijt hond een onderwerp uit met in de hoofdrol Jan Stam uit het Utrechtse Kockengen. Stams taalgebruik is een mooi voorbeeld van het Utrechts dialect buiten de stad Utrecht.
De mate van overleving is matig: lang niet elke dialectspreker geeft zijn taal aan zijn kinderen door, maar van gevaar voor uitsterven is nog geen sprake. Het dialect kent ongeveer 330.000 sprekers.